# Ulf Jonsson (Aspenäsätten)
Ulf Jonsson (Aspenäsätten), död tidigast 1393, riddare, riksråd, häradshövding och lagman, bosatt på Sånna i Asby socken, ägare till fädernegodset Aspenäs, son till Jon Knutsson (Aspenäsätten).

## Biografi

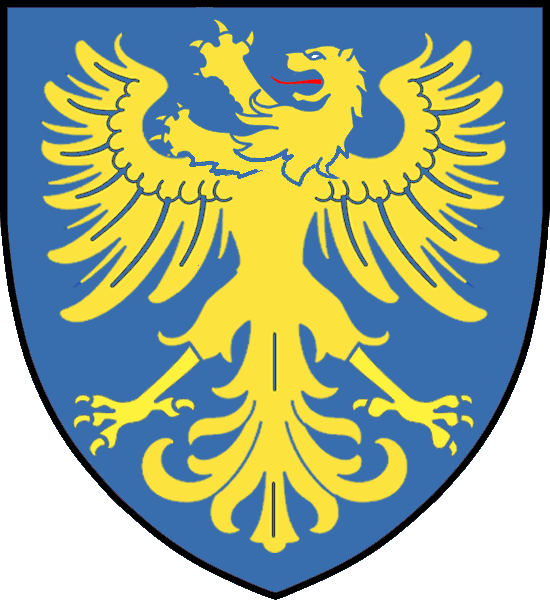
Aspenäsättens lejonörn

Ulf Jonsson (Aspenäsätten) var son till Jon Knutsson (Aspenäsätten) och Helena Laurensdotter (Ama). Han nämns första gången 28 oktober 1356 och var 1370 väpnare. Ulf Jonsson blev 1371 riksråd i Sverige och var från 1380 till 1385 häradshövding i Österrekarne härad. Han blev mellan 1387–1388 riddare och var från 1389 till 1391 lagman i Östergötlands lagsaga. Ulf Jonsson avled mellan 1393 och 7 mars 1410.
Vid Bo Jonsson (Grip)s död 1386 tillhörde han en av de tio exekutorerna och de som 1389 kallade in drottning Margareta till Sverige. Ulf Jonsson var länge trogen kung Magnus Eriksson men anslöt sig till slut till Albrekt av Mecklenburg. 

### Egendom
Ulf Jonsson var bosatt på Sånna i Asby socken. Han ägde jord i Jönåkers härad, Västerrekarne härad och Öknebo härad i Södermanland, i Åkerbo härad och Ydre härad i Östergötland och Norra Vedbo härad i Småland.

### Familj
Ulf Jonsson var första gången gift 1372 med Margareta Petersdotter (Bonde), dotter till riddaren Peter Tordsson (Bonde). De fick tillsammans riddaren, riksrådet Lars Ulfsson (död 1445).
Ulf Jonsson var andra gången gift 1391 med Gunhild Uddormsdotter (Rakeredätten) (flygande pil) (död 1418), dotter till Uddorm Petersson (Rakeredätten). De fick tillsammans barnen Orm Ulfsson och Knut Ulfsson.